# Effet relatif du contrat
L’effet relatif des contrats est un principe en droit des obligations selon lequel seules les parties à un contrat sont tenues par celui-ci. Autrement dit, un contrat ne produit pas d’obligations envers un tiers.

## Les contrats pour soi-même

### Détermination des parties
Les parties sont les personnes ayant exprimé leur consentement au contrat au moment de sa formation. Certaines personnes peuvent acquérir le statut de partie ultérieurement. C'est le cas des héritiers (sauf pour les contrats intuitu personae ou si le contrat comprend une clause précisant sa fin au décès des parties). Il est des cas où par effet de la loi ou du contrat, une personne sera substituée à une autre dans la convention. On parle de cession de contrat.

### Le principe d'opposabilité du contrat aux tiers
L'effet relatif prévoit que seules les parties au contrat sont tenues par celui-ci. Toutefois, un contrat peut avoir des effets sur les tiers en tant que faits juridiques. Les tiers peuvent opposer le contrat aux parties et réciproquement.
Il faut néanmoins noter que l'effet relatif des contrats est aujourd'hui nettement remis en question par le droit positif. En effet, le Code civil permet aux tiers, étrangers au contrat, de s'immiscer dans les relations conventionnelles : l'action oblique, la cession de créances, l'action directe, et la cession de contrat en général en sont les parfaites illustrations.

## Droit par pays

### Droit français
L’article 1199 du Code civil (anciennement art. 1165) prévoit expressément ce principe.

#### Les contrats pour autrui
Le Code civil prévoit deux exceptions au principe d'effet relatif :
- La stipulation pour autrui : permet de créer des effets juridiques à l'égard de tiers (exemple de l'assurance-vie) sans que ces derniers aient consenti.
- La promesse de porte-fort : elle n'est qu'une dérogation apparente puisque, in fine, elle n'engage pas le tiers (qui reste libre de contracter ou non) mais uniquement le promettant. La promesse de porte-fort n'engage donc pas le tiers, mais porte sur le tiers.

### Droit québécois (Canada)
En droit québécois, l'effet relatif du contrat est prévue à l'article 1440 du Code civil du Québec : « Le contrat n’a d’effet qu’entre les parties contractantes ; il n’en a point quant aux tiers, excepté dans les cas prévus par la loi ».
Il existe des exceptions à l'effet relatif des contrats : la promesse du fait d'autrui (art. 1443 C.c.Q.), la stipulation pour autrui (art. 1444 C.c.Q.)  et la simulation (art. 1451-1452 C.c.Q),.